# Look at the Moon! (Live Phoenix Festival 97)
Look at the Moon! (Live Phoenix Festival 97) is een livealbum van de Britse muzikant David Bowie. Het album werd opgenomen op 20 juli 1997 op het Phoenix Festival in Stratford-upon-Avon tijdens de Earthling Tour, een tournee ter promotie van Bowie's korte tijd eerder verschenen album Earthling. Op 12 februari 2021 werd het album uitgebracht op streamingdiensten, cd en vinyl. Het album maakt deel uit van Brilliant Live Adventures, een set van zes livealbums die in de tweede helft van de jaren '90 waren opgenomen.

## Tracklist
| Nr. | Titel                               | Schrijver(s)                                                        | Duur |
| --- | ----------------------------------- | ------------------------------------------------------------------- | ---- |
| 1.  | "Quicksand"                         | Bowie                                                               | 4:50 |
| 2.  | "The Man Who Sold the World"        | Bowie                                                               | 3:35 |
| 3.  | "Driftin' Blues" / "The Jean Genie" | Charles Brown, Eddie Williams, Johnny Moore, Bowie                  | 5:36 |
| 4.  | "I'm Afraid of Americans"           | Bowie, Brian Eno                                                    | 5:14 |
| 5.  | "Battle for Britain (The Letter)"   | Bowie, Reeves Gabrels, Mark Plati                                   | 4:35 |
| 6.  | "Fashion"                           | Bowie                                                               | 3:40 |
| 7.  | "Seven Years in Tibet"              | Bowie, Gabrels                                                      | 6:47 |
| 8.  | "Fame"                              | Bowie, John Lennon, Carlos Alomar                                   | 4:18 |
| 9.  | "Looking for Satellites"            | Bowie, Gabrels, Plati                                               | 5:18 |
| 10. | "Under Pressure"                    | Bowie, Freddie Mercury, Brian May, Roger Taylor, John Deacon        | 4:03 |
| 11. | "The Hearts Filthy Lesson"          | Bowie, Eno, Gabrels, Erdal Kızılçay, Mike Garson, Sterling Campbell | 5:09 |
| 12. | "Scary Monsters (and Super Creeps)" | Bowie                                                               | 5:23 |
| 13. | "Hallo Spaceboy"                    | Bowie, Eno                                                          | 5:14 |
| 14. | "Little Wonder"                     | Bowie, Gabrels, Plati                                               | 6:07 |
| 15. | "Dead Man Walking"                  | Bowie, Gabrels                                                      | 4:11 |
| 16. | "White Light/White Heat"            | Lou Reed                                                            | 3:54 |
| 17. | "O Superman"                        | Laurie Anderson                                                     | 9:20 |
| 18. | "Stay"                              | Bowie                                                               | 7:31 |

## Personeel
- David Bowie: zang, gitaar, alt- en baritonsaxofoon
- Reeves Gabrels: gitaar, achtergrondzang
- Gail Ann Dorsey: basgitaar, toetsen, achtergrondzang
- Zack Alford: drums, percussie
- Mike Garson: piano, toetsen, achtergrondzang